# تاسكر هاوارد بليس

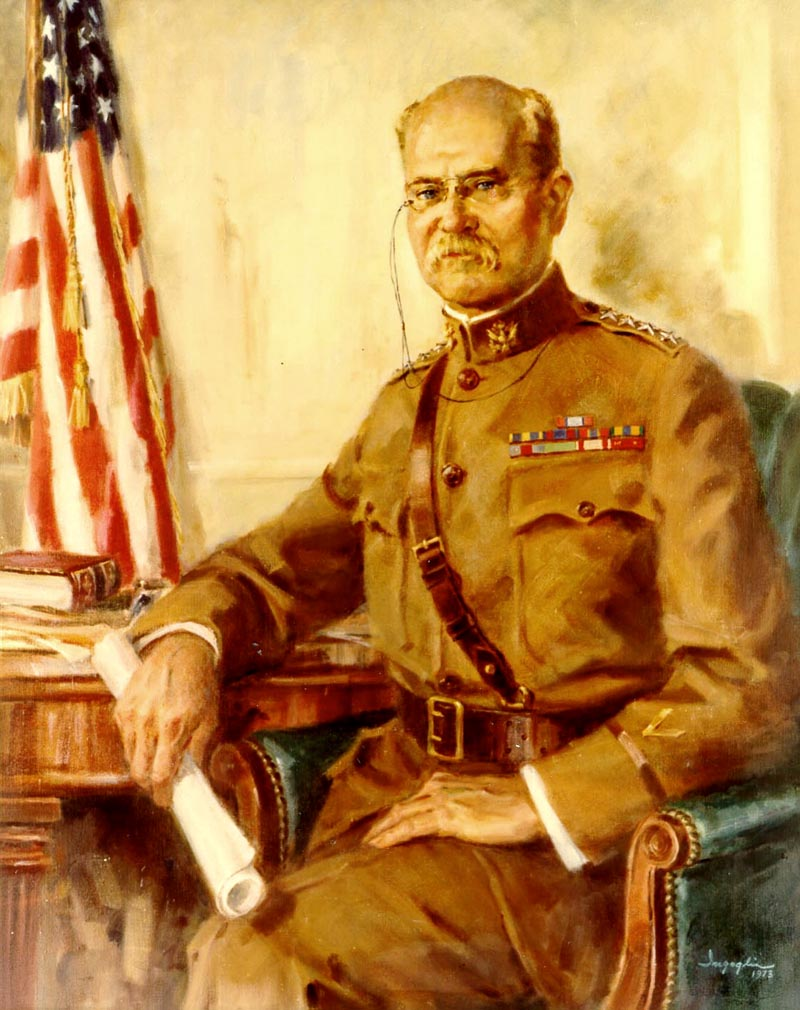
تاسكر هاوارد بليس

تاسكر هوارد بليس (بالإنجليزية: Tasker H. Bliss)‏ (31 ديسمبر 1853 - 9 نوفمبر 1930) كان رئيس أركان جيش الولايات المتحدة من 22 سبتمبر 1917 حتى 18 مايو 1918 وهو حاصل على وسام القديس ميخائيل والقديس جرجس.

## روابط خارجية
- الرجال من كافة الأقسام في أمريكا السيرة الذاتية وصورة
- "تاسكر هاوارد بليس". فايند أغريف. اطلع عليه بتاريخ 2009-05-18.